# KV1
Cet article concerne le tombeau de Ramsès VII dans la vallée des rois en Égypte. Pour le char soviétique, voir KV-1.
KV 1 est le tombeau du pharaon Ramsès VII de la XXe dynastie. Situé dans la vallée des Rois, dans la nécropole thébaine sur la rive ouest du Nil face à Louxor, il est de plan rectiligne autour d'un simple axe, de petites dimensions et est resté inachevé. Cela témoigne probablement de la situation économique difficile que connaît le pays à cette époque et du court règne du souverain.
Il est connu depuis l'antiquité car il possède de nombreux graffitis grecs et coptes témoignant du passage de ces « touristes » ou encore de sa transformation en habitation par les ermites chrétiens.
Mais le tombeau a été pillé dès l'Antiquité. La momie n’a toujours pas été retrouvée.
Le tombeau fut cartographié pour la première fois en 1737-1738 par Richard Pococke, mais il ne sera fouillé qu'en 1906 par Edward Russell Ayrton et encore très succinctement. Il faudra attendre les fouilles de 1983-1984, de 1990 et 1994 pour qu'il soit correctement étudié et dégagé par l'égyptologue Edwin C. Brock.

## Description
La tombe se situe dans un endroit relativement isolé et même si elle était connu depuis l'antiquité. De ce fait, elle n'a pas été autant visitée que d'autres. Le tombeau le plus proche est KV2. Elle se situe sur l'oued secondaire nord-ouest de l'oued principal, juste au-dessus de la convergence de deux cours d'eau descendant de la falaise par l'ouest et par le nord-ouest. 
La tombe KV1 a été utilisée pour l'enterrement du pharaon Ramsès VII de la XXe dynastie. Sa structure est typique des tombes de cette période, car KV1 est aménagé le long d'un axe rectiligne. Les successeurs de Ramsès III construisirent des tombes suivant ce modèle et ont tous été décorés de la même manière.
Il se compose de quatre grandes parties comprenant une entrée, un passage, la chambre funéraire contenant le sarcophage, et une chambre plus petite finale à la fin. Ses dimensions sont les suivantes : 
- une entrée (A) de 3,69 × 13,71 m correspondant à la rampe d'accès au tombeau. Le linteau de la porte montre que l'entrée a été fermée par une porte à double battant.
- Un corridor (B) de 3,17 × 15,28 m pour 4 m de haut.
- La chambre mortuaire (C) fait 5,18 × 8,53 m pour 4,25 m. Elle a été visiblement élargie prématurément. Son plafond est voûté. Elle a été initialement conçue pour n'être qu'un second couloir. Mais il y a une nette différence de finition du sol situé près des parois et la finesse du sol au centre du couloir, ce qui indique clairement un élargissement précipité de sa largeur pour en faire une chambre rectangulaire. Une cavité à deux niveaux a été creusée dans le sol où repose le couvercle extérieur en granite rouge du sarcophage. Le couvercle a la forme d'un cartouche et mesure 2,98 m de long sur 1,7 m de large et une profondeur de 1,5 m. Deux niches semi-circulaires ont été creusées dans la cavité pour recevoir les vases canopes du défunt.
- Une chambre annexe (D) qui mesure 3,13 × 3,58 m de long et 3,7 m de haut est inachevée au moment de la mort du roi. Elle semble également avoir été conçue comme un autre couloir. Des traces d'une porte à deux battant ont été relevés qui attestent de la volonté première de prolonger davantage la tombe.

Finalement, KV1 est l'hypogée le plus petit de la vallée des Rois.
Ramsès VII régnait depuis sept ans lorsqu'il est mort. Son tombeau n'a donc pas eu le temps d'être achevé. On peut le voir avec la double image du ciel de la déesse Nout présent sur le plafond de la chambre principale. À l'origine, elle ne devait pas être la chambre funéraire mais un simple couloir. Elle changea de destination puisqu'on a élargi rapidement ses côtés pour en faire une chambre. 
On découvre également dans la chambre une petite dépression taillée dans la roche avec une boite inversée en pierre en forme de cartouche. C'est le dernier exemple connu d'un emplacement dédié pour recevoir un sarcophage.
On n'a jamais retrouvé la momie de Ramsès VII, car son tombeau a été pillé dès l'Antiquité. Mais on a découvert quatre tasses à son nom qui furent retrouvées dans la « cache royale » de TT320 au milieu d'objets d'autres pharaons. Son sarcophage extérieur est gravé dans la pierre et se compose uniquement du couvercle externe, qui a été brisé d'un côté pour atteindre la momie et ses richesses qui y reposaient. Cet énorme couvercle est orné de figures d'Isis, Nephtys, Serket et des quatre enfants d'Horus.

## Décorations
La tombe de Ramsès VII est très richement décoré pour l'époque, ce qui compense ses modestes dimensions. En effet, on y trouve des illustrations du Livre des Portes, du Livre des cavernes ainsi que du Livre de la terre. Les murs de la chambre funéraire sont également décorés avec des extraits du Livre de la terre. En termes de style et de thème choisis, il y a d'évidentes analogies avec la tombe KV9 de son prédécesseur immédiat, Ramsès VI.
On a également une magnifique représentation sur le plafond de la chambre funéraire de la voute céleste représentée par la déesse du ciel Nout, reflétant un style déjà utilisé dans les peintures des tombes des pharaons de la XIXe dynastie.
On peut déplorer la perte, à cause de l'usure du temps, de la couleur bleue sur bon nombre de fresques du tombeau et de nombreuses fissures.
De manière plus détaillée, on découvre : 
- La rampe d'accès (A) ne possède pas de décors sur ses murs, ce qui est habituel. La face extérieure du linteau de la porte affiche les noms du roi au-dessus d'un grand disque solaire supporté par un scarabée et avec un dieu à tête de bélier en son centre. Le pharaon est agenouillé devant le disque solaire accompagné par Isis et Nephtys.

- Le couloir (B) présente une décoration de ses murs peintes en creux, alors que le plafond est peint sur du plâtre. Sur le mur sud-ouest, on peut voir trois scènes. Dans le premier, le pharaon offre des offrandes à Rê-Horakhty, Atoum et Khépri. La deuxième scène correspond au premier chapitre du Livre des Portes. Le troisième illustre le prêtre de Iounmoutef qui officie le rituel de l'Ouverture de la bouche pour le pharaon stylisé en Osiris. Le mur nord-est affiche également trois scènes : le pharaon fait des offrandes à Ptah, Sokar et Osiris ; puis on peut lire le premier chapitre du Livre des cavernes, et le prêtre de Iounmoutef dirige le  rituel de l'Ouverture de la bouche pour le pharaon stylisé en Osiris. Le plafond montre les vautours aux ailes déployées alternent avec les cartouches des noms et épithètes de Ramsès VII. On a de nombreux graffitis en démotique, copte et grecs.
- La chambre funéraire a un très beau décor. On y voit des représentations de Serket, Neith, Nephtys, Isis et les quatre enfants d'Horus sur le sarcophage en granite rouge. Sur le mur sud-est de la chambre, on a les divinités de Sekhmet, Bastet et Hékaou. Au sud-ouest, seul Hékaou est présent. On peut lire aussi des scènes du Livre de la terre et une scène où des ennemis à genoux et bras liés alternent avec des portes serekh. Au plafond, la partie voûtée du plafond est ornée de deux figures allongées de la déesse Nout, avec des constellations et des étoiles. Des personnages agenouillés représentent les heures astronomiques. La plupart des figures de divinités ont été endommagées, en particulier leurs visages, les mains et les pieds, sans doute depuis l'époque copte.
- La petite chambre annexe (D) aux murs nord et sud-ouest une scène où le roi porte une image de Maât et des offrandes à Osiris. Le mur nord-ouest est décoré d'une frise de piliers Djed alternant avec des animaux sacrificiels. Au sommet se trouve un extrait du chapitre cinq du Livre des Portes où un cochon et deux singes sont sur la barque solaire. Le plafond est décoré avec des cartouches et huit divinités accroupis.

## Histoire
Le tombeau de Ramsès VII ne fut jamais achevé car ce dernier ne régna que sept ans.
Mais cette tombe était l'une des onze tombes connues et ouvertes dès l'antiquité. De ce fait, on y trouvait 132 graffitis individuels essentiellement en grec et en romain.
Par la suite, la tombe fut transformée en logement pour des moines coptes.
Les premiers visiteurs européens de la région fut Richard Pococke, qui l'a décrit et désigné comme étant la « Tomb A » dans ses Observations de l'Égypte, publié en 1743. Puis, les savants qui accompagnèrent Bonaparte durant sa campagne d'Égypte en 1799 visitèrent la vallée des Rois et désignèrent le tombeau comme étant le « premier tombeau » dans leur liste. Champollion désignait ce tombeau comme étant le « Septième tombeau » et Burton comme étant la « Tomb O ». C'est à partir de Robert Hay puis de Lepsius que le tombeau fut désigné respectivement « LL1 » et « HL1 » pour devenir enfin officiellement KV1.
Depuis 1983, financé par le Musée royal de l'Ontario, Edwin C. Brock a fait une fouille approfondie du plancher de la chambre funéraire et, dix ans plus tard, une fouille de l'entrée de la tombe. Des fragments de bois, des ouchebtis en faïence, une guirlande de fleurs, des tessons de poterie et des ostraca décorés de croquis laissés par les artistes de la tombe ont été retrouvés.
En 1994, le Conseil Suprême des Antiquités a rénové le tombeau en nettoyant les murs, réparant les fissures avec du plâtre. Ce faisant, ils ont recouvert une grande partie des graffitis déposés afin de restituer l'état d'origine de la tombe.

## Historique des fouilles
- Richard Pococke (1737-1738) : cartographie ;
- Expédition de Bonaparte (1799) : cartographie ;
- James Burton (1825) : cartographie ;
- Robert Hay (1825-1835) : cartographie ;
- Expédition franco-toscane (1828-1829) : épigraphie ;
- Karl Richard Lepsius (1844-1845) : épigraphie ;
- Edward Russell Ayrton (1906) : fouilles ;
- Service des Antiquités (1952) : fouilles ;
- Alexandre Piankoff (1958) : photographie ;
- Edwin Brock (1983-1984, 1990, 1994) : fouilles.

## Photos

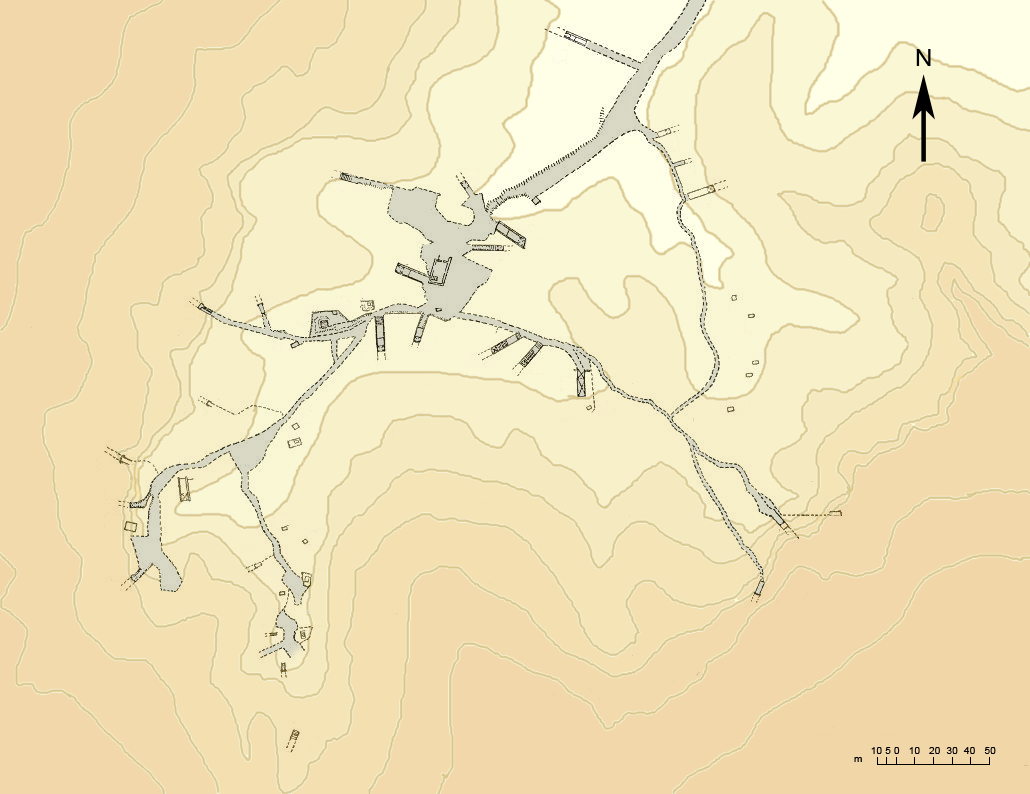
Plan de situation de la vallée des Rois.
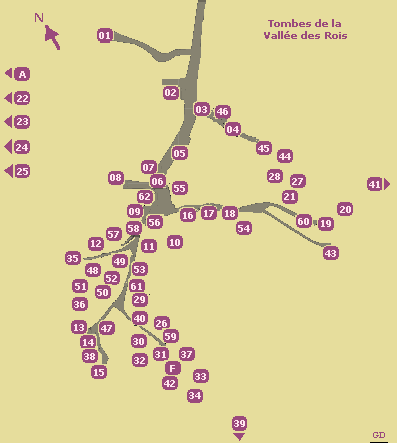
Localisation des tombeaux.
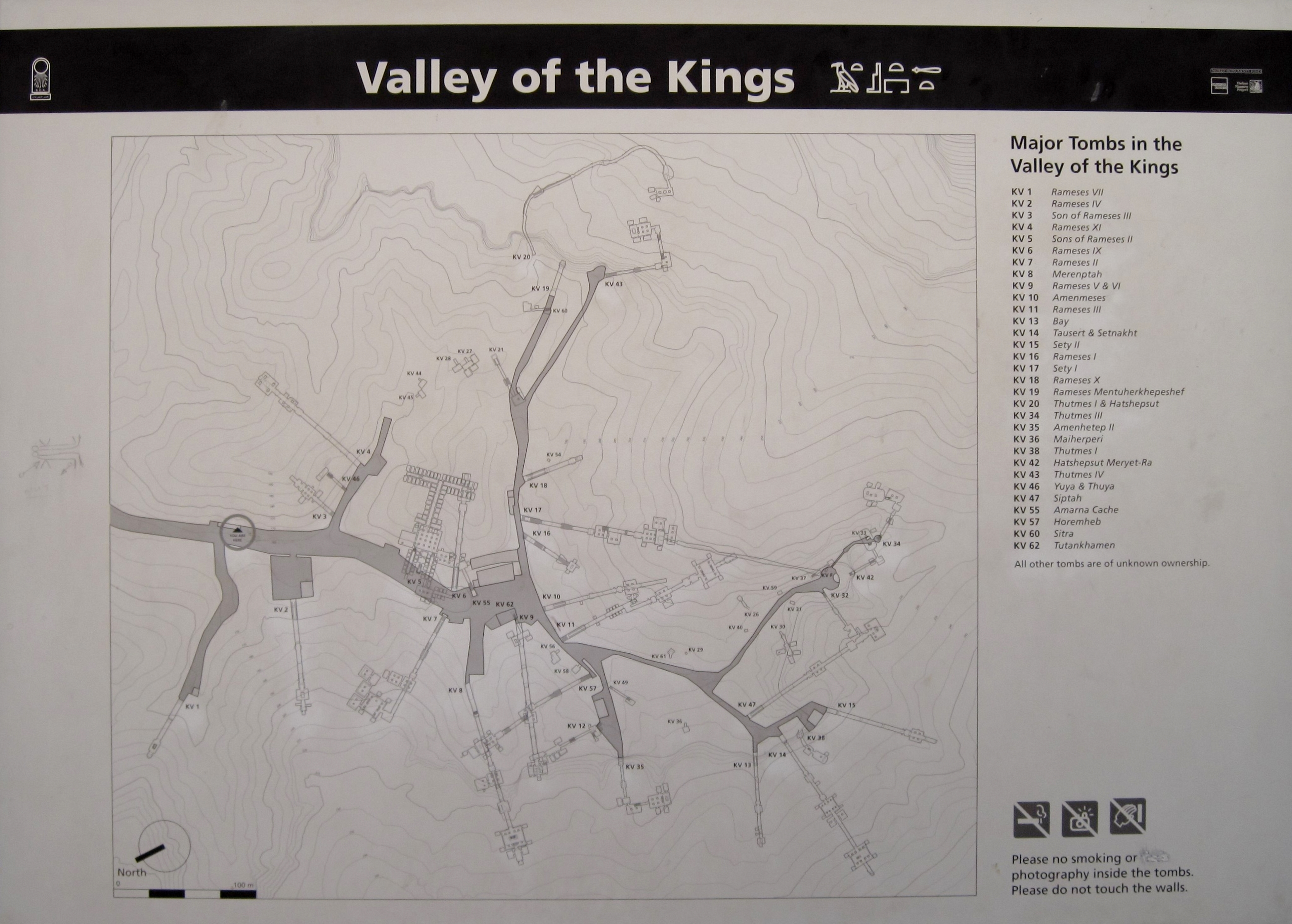
Carte détaillée de la vallée.
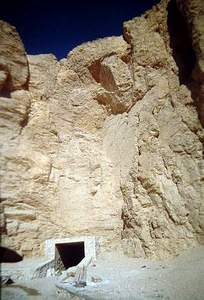
Vue de l'entrée du tombeau de Ramsès VII dans la vallée des Rois.
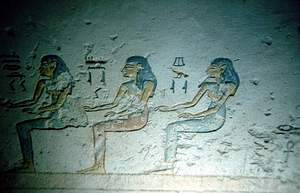
Détail des fresques.
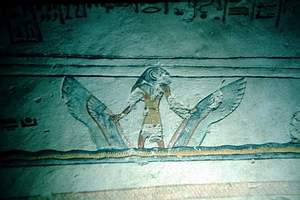
Détail des fresques représentant le dieu Sokaris.
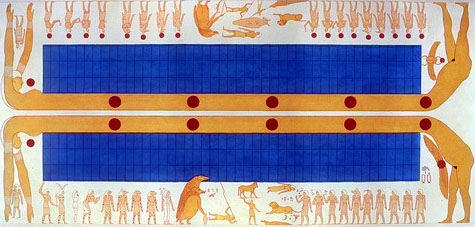
Détail de la voûte céleste de la déesse Nout.
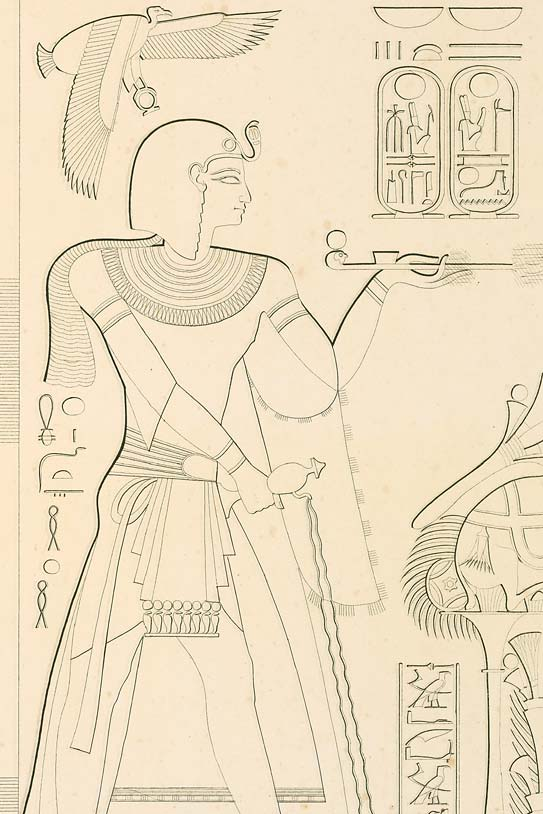
Détail d'une fresque représentant Ramsès VII.